# Hemneco
Hemneco (em grego medieval: Ἡμνῆκος; romaniz.: Hemnekos) ou Himnico (em grego medieval: Ιμνίκος; romaniz.: Himníkos) foi um oficial búlgaro do século X, ativo durante o reinado do cã Simeão I (r. 893–927). Às veze pensa-se que pode ser associado ao oficial Menico que é citado em 922.

## Vida

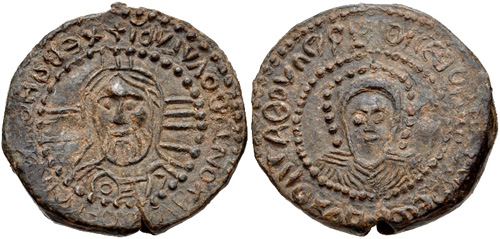
Selo do imperador r.

Quando Hemneco é citado nas fontes, seu título não é registrado, tendo possivelmente ocupado a posição de caucano. Ele aparece por volta de 924, quando recebeu o comando, ao lado de Cnemo e Etzbóclias, de um grande exército para fazer campanha contra os sérvios do príncipe Zacarias (r. 921/922–924). Os búlgaros levaram Tzéstlabo para conquistar a confiança dos zupanos, enquanto eles conquistaram e devastaram completamente a Sérvia, obrigando Zacarias a fugir à Croácia.